# 小川団吉
小川 団吉（おがわ だんきち、1894年（明治27年）7月2日 - 1945年（昭和20年）9月27日）は、大日本帝国陸軍軍人。

## 経歴
1894年（明治27年）に島根県で生まれた。旧制浜田中学校、陸軍士官学校第29期、陸軍大学校第37期卒業。1937年（昭和12年）より欧州・東南アジアに軍事視察のため出張。1938年（昭和13年）、陸軍航空大佐に進級と同時に飛行第58戦隊長に就任。1940年（昭和15年）に留守近衛師団参謀長、1942年（昭和17年）4月に浜松陸軍飛行学校教官を歴任し、同年8月に陸軍少将に進級。
1943年（昭和18年）に第5飛行団長に転じ、太平洋戦争に出動。1944年（昭和19年）2月7日に陸軍燃料廠附、3月11日に陸軍燃料本部総務部長を経て、1945年（昭和20年）に陸軍燃料第2工廠長兼関東軍総司令部附に就任。同年9月27日に中国で戦病死。